# La caja (película de 2007)
La caja es una película tragicómica española estrenada en 2007. Escrita y dirigida por el novel Juan Carlos Falcón, está inspirada en la novela de Víctor Ramírez Nos dejaron el muerto, ambientada en las Islas Canarias durante la década de 1960.

## Argumento
En un pueblo marinero de Canarias, el odiado don Lucio fallece inesperadamente y su viuda, Eloísa, no tiene espacio en su casa para velarlo. Su vecina Isabel será quien cargue con el muerto y, mientras la viuda olvida sus penas, todos los vecinos pasarán por el velatorio para ajustar sus cuentas pendientes con el difunto. Los acontecimientos toman un nuevo rumbo y sucesos impensables acontecen en la vida de estos vecinos tras la muerte de don Lucio. Los más importantes: renace el amor y la libertad.

## Reparto
| Intérprete             | Personaje    |
| ---------------------- | ------------ |
| Ángela Molina          | Eloísa       |
| Elvira Mínguez         | Isabel       |
| Antonia San Juan       | Benigna      |
| Vladimir Cruz          | Jorge        |
| María Galiana          | Doña Josefa  |
| Manuel Manquiña        | Jerónimo     |
| Joan Dalmau            | Ignacio      |
| Jordi Dauder           | Viviano      |
| Mari Carmen Sánchez    | Leonora      |
| Petite Lorena          | Concha       |
| Miguel Mota            | Metodio      |
| Borja Gonzalez         | Niño Víctor  |
| Rogério Samora         | Gabriel      |
| José Manuel Cervino    | Funerario    |
| Blanca Rodríguez       | Plañidera 1  |
| Lorena González Orribo |              |
| José María Trujillo    | Juan de Dios |

- Rogério Samora (Gabriel)
- José Manuel Cervino (Funerario)

## Festivales y premios
- Premio del Público - Festival Internacional de Cine de Las Palmas de Gran Canaria
- Premio al Mejor Largometraje - Festival Internacional EuropaCinema de Viareggio
- Premios Halcón de Oro a la Mejor Película y Mejor Actriz -Ángela Molina y Elvira Mínguez- Ibiza&Formentera International Film Festival
- Premio a la Mejor Actriz -Elvira Mínguez- en el Festival de Peñíscola
- Premio a la Mejor Película, Mejor Dirección y Mejor Actriz -Elvira Mínguez- en el Festival de Cine de Lorca
- Premio Zenith de Oro a la Mejor Ópera Prima en el World Film Festival de Montréal
- Premios al Mejor Largometraje y a la Mejor Música Original - Festival de Cine de España de Toulouse